# Durigo Ilona
Durigo Ilona Teréz (férjezett nevén Kasics Ozmánné vagy Kasicsné Durigo Ilona, külföldön Ilona Durigo) (Budapest, 1881. május 13. – Budapest, 1943. december 25.) énekművész (mezzoszoprán, alt) és -tanár, a 20. század első felében világszerte ünnepelt dal- és oratóriuménekes.

## Életútja
Durigo János nyomdász és Tarczalovics Franciska leánya. 1896-ban lett a budapesti Zeneakadémia zongoristanövendéke Szendy Árpád osztályában. Tanárképzőt is végzett Chován Kálmánnál. Énektanulmányait csak 1899-ben kezdte meg, 1900 és 1902 között Maleczkyné Ellinger Jozefa tanítványa is volt az operaszakon. Hazai képzését befejezve Bécsben Philipp Forsténnél, Frankfurt am Mainban Julius Stockhausennál, végül Berlinben Gerster Etelkánál tanult énekelni.
Az 1900-as évek kezdetétől szerepelt pesti koncerteken. 1906-ban Braun Paulával európai hangversenykörutat tettek. (Braun rendezte Durigo Ilona énektechnikai feljegyzéseit.) Tanulmányai befejeztével operaénekesi pályára lépett, de gyorsan felhagyott a színpadi szerepléssel. 1912-ben a budapesti Népoperában, 1913-ban az Operaházban mutatkozott be. Később külföldön működött: Frankfurtban illetve Bázelban. Legemlékezetesebb dalszínházi alakítása az Orfeusz (Gluck: Orfeusz és Eurüdiké) volt.
Volkmar Andreae meghívására 1921-től a zürichi konzervatóriumban tanított, egyidejűleg oratórium- és dalénekesként is dolgozott, koncertezett Európában és Amerikában. Ebben az időszakban lett Hermann Hesse és Othmar Schoeck közeli barátja, akinek sok dalát mutatta be.
Férje halálakor visszatért Budapestre. 1938-tól a budapesti Zeneművészeti Főiskolán tanított. Növendékei közül a legjelesebb Zürichben Maria Stader, itthon Sándor Judit volt. Halálát csontvelődaganat okozta.
Dalénekesként Schuberttől a kortársakig terjedt repertoárja. 1919-ben Bartók kíséretével mutatta be az Öt Ady-dalt. Oratóriumokban Bachtól, Händeltől Mahlerig énekelt altszólókat. Fennmaradt egy amszterdami Máté-passió előadás felvétele, 1939-ből.
Férje, dr. Kasics Ozmán (Budapest, 1876–1937) miniszteri tanácsos, magyar királyi dohányjövedéki központi igazgatósági segédtitkár, műkedvelő zeneszerző, zongoratanár, alkalmanként Durigo zongorakísérője volt. 1903. július 29-én kötöttek házasságot Budapesten. Fiuk, Kasics Tibor (Budapest, 1904 – Zürich, 1986) szép pályát futott be Svájcban mint zeneszerző, színházi karmester. Unokájuk, Kaspar Kasics (Interlaken, 1952–) filmrendező, forgatókönyvíró.